# Daphnusa ailanti
Daphnusa ailanti là một loài bướm đêm thuộc họ Sphingidae. Nó là loài đặc hữu của Sulawesi.